# Rebecca Slezáková
Rebecca Slezáková (* 18. August 2005) ist eine slowakische Leichtathletin, die im Sprint und Hürdenlauf an den Start geht.

## Sportliche Laufbahn
Erste internationale Erfahrungen sammelte Rebecca Slezáková im Jahr 2022, als sie bei den U18-Europameisterschaften in Jerusalem in 13,44 s den fünften Platz im 100-Meter-Hürdenlauf belegte und auch über 400 Meter Hürden mit 59,81 s auf Rang fünf gelangte. Im Jahr darauf schied sie bei den U20-Europameisterschaften ebendort mit 13,53 s und 59,35 s jeweils im Halbfinale über 100 und 400 Meter Hürden aus. 2024 belegte sie bei den U20-Weltmeisterschaften in Lima in 59,23 s den siebten Platz im 400-Meter-Hürdenlauf und kam über 100 Meter Hürden mit 13,90 s nicht über den Vorlauf hinaus. Im Jahr darauf schied sie bei den U23-Europameisterschaften in Bergen mit 13,78 s in der ersten Runde über 100 m Hürden aus und schied über 400 m Hürden mit 58,75 s im Semifinale aus. Kurz darauf kam sie bei den World University Games in Bochum mit 57,81 s ebenfalls nicht über das Halbfinale hinaus.
2023 wurde Slezáková slowakische Meisterin im 400-Meter-Hürdenlauf und 2023 wurde sie Hallenmeisterin im 400-Meter-Lauf. Zudem wurde sie 2025 Landesmeisterin im Siebenkampf.

## Persönliche Bestleistungen
- 400 Meter: 55,58 s, 27. Juni 2023 in Ostrava
  - 400 Meter (Halle): 56,64 s, 27. Februar 2022 in Bratislava
- 100 m Hürden: 13,52 s (+0,1 m/s), 3. August 2025 in Banská Bystrica
  - 60 m Hürden (Halle): 8,53 s, 19. Februar 2023 in Bratislava (slowakischer U20-Rekord)
- 400 m Hürden: 57,64 s, 30. August 2024 in Lima
- Siebenkampf: 5064 Punkte, 22. September 2024 in Humenné